# Wurfkennziffer
Die Wurfkennziffer Γ ist eine Größe der Dimension Zahl bei Schwingförderern, wie z. B. Vibrationswendelförderern. Sie gibt an, wie stark ein Gegenstand relativ zur Fallbeschleunigung g der Erde vertikal im Maximum beschleunigt wird. Fördergeschwindigkeit, Wurfhöhe und somit die mittlere Förderleistung sind von der Wurfkennziffer abhängig.
Die Wurfkennziffer lässt sich bei sinusförmigem Schwingungsverlauf nach folgender Formel berechnen:
{\displaystyle \Gamma ={\frac {4\pi ^{2}f^{2}r\sin(\beta )}{g}}}
Für die Berechnung müssen folgende Größen bekannt sein:
f = Frequenz der Schwingung des Feder-Masse-Systems (wird i. d. R. durch den Antrieb und somit durch die Spule bestimmt)
r = Amplitude, halber Hub der Federn, welche den Antrieb (Spule) und Förderrinne verbinden
β = Anstellwinkel aus der Waagerechten (Schwingrichtung)
g = Fallbeschleunigung
Ist Γ ≤ 1, so herrscht reiner Schüttelbetrieb ohne Wurfbewegung, da die resultierende Vertikalbeschleunigung kleiner als die Fallbeschleunigung ist. Für eine Wurfbewegung (Mikrowurf) und das damit verbundene Fördern muss Γ > 1 sein. Gebräuchlich sind Wurfkennziffern zwischen 1 und 3.

## Maschinenkennziffer
Das Verhältnis von maximaler Gesamtbeschleunigung zur Fallbeschleunigung wird als Maschinenkennziffer K bezeichnet und ist ein Maß für die mechanische Beanspruchung der Schwingrinne. Bei sinusförmigem Schwingungsverlauf gilt:
{\displaystyle K={\frac {\Gamma }{\sin(\beta )}}={\frac {4\pi ^{2}f^{2}r}{g}}}